# Olga Georges-Picot
Pour les articles homonymes, voir Georges-Picot et Picot.
Olga Victoire Georges-Picot, née le 6 janvier 1940 à Shanghai et morte le 19 juin 1997 dans le 9e arrondissement de Paris, est une actrice française.
Elle a eu une notoriété internationale dans les années 1968-1975.

## Biographie
Petite-nièce du diplomate François Georges-Picot signataire des accords Sykes-Picot, fille de l'ambassadeur Guillaume Georges-Picot qui fut délégué permanent de la France au Conseil de sécurité des Nations unies, et d'une mère russe, Olga Georges-Picot étudie à l'Actor's Studio. Après de rares figurations, elle joue en 1968 le rôle féminin principal du film d'Alain Resnais Je t'aime, je t'aime. Le scénariste du film, Jacques Sternberg, la décrit comme « extrêmement belle et étonnamment triste, avec aussi un côté enfantin. » En dépit de ses qualités de comédienne polyglotte et de nombreuses occasions, elle ne connaît qu'une brève période de célébrité et sa carrière est relativement modeste. Son plus grand regret professionnel fut de ne pas avoir tourné Les Damnés de Luchino Visconti ; sans l’avertir, son agent avait refusé le rôle, qui revient alors à Charlotte Rampling.
Au cours des années 1968-1975, elle est aussi dirigée par Stanley Donen, Basil Dearden, Fred Zinnemann, Alain Robbe-Grillet, Woody Allen, Paul Paviot.
Parmi ses partenaires féminines, figurent notamment Audrey Hepburn, Jacqueline Bisset, Lana Turner, Bette Davis, Diane Keaton, Brigitte Fossey et Marie-France Pisier. Du côté masculin, Albert Finney, Donald Pleasence, Claude Rich, Roger Moore, Charles Bronson, Alain Delon, Gian Maria Volonté, Charles Aznavour et Woody Allen ont tourné avec elle.
Au début des années 1980, on la voit de temps en temps à la télévision et elle est sociétaire de l'émission Les Grosses Têtes.
Elle épouse le peintre et acteur Jean Sobieski et en divorce en 1968.
Olga Georges-Picot se suicide à Paris en 1997 par défenestration, à l'âge de 57 ans.

## Filmographie
- 1961 : Les Parisiennes, dans le sketch : Ella de Jacques Poitrenaud : La secrétaire
- 1966 : Voyage à deux (Two for the Road) de Stanley Donen : ami de Joanna
- 1968 : Adieu l'ami de Jean Herman : Isabelle Moreau
- 1968 : Je t'aime, je t'aime d'Alain Resnais : Catrine
- 1968 : The Other People (en) de David Hart (en) : Elsa
- 1968 : Un corps, une nuit (Summit) de Giorgio Bontempi : Agathe
- 1969 : Catherine, il suffit d'un amour de Bernard Borderie : Catherine
- 1970 : La Seconde Mort d'Harold Pelham (The Man Who Haunted Himself) de Basil Dearden : Julie
- 1970 : Chambres communicantes (Connecting Rooms) de Franklin Gollings : Claudia
- 1971 : Féminin-féminin de Henri Calef : Marie-Hélène
- 1971 : La Cavale de Michel Mitrani : Nadine
- 1972 : Poly en Espagne (série écrite par Cécile Aubry), réalisation de Claude Boissol : Sonia Villarosso
- 1972 : Les Dernières Volontés de Richard Lagrange de Roger Burckhardt : Claudine Nodier
- 1972 : Un homme libre de Roberto Muller : Nicole Lefèvre
- 1972 : Le Feu aux lèvres de Pierre Kalfon : Christine
- 1972 : L'Homme qui renonça au tabac (Mannen som slutade röka) de Tage Danielsson : Gunhild
- 1972 : Chacal (The Day of the Jackal) de Fred Zinnemann : Denise
- 1973 : Les Confidences érotiques d'un lit trop accueillant de Michel Lemoine : Dominique
- 1973 : La Révélation d'Alain Lavalle : Claire
- 1974 : Glissements progressifs du plaisir d'Alain Robbe-Grillet : Nora
- 1974 : Persécution de Don Chaffey : Monique Kalfon
- 1974 : Les Enfants de la rage (Children of Rage) de Arthur Allan Seidelman : Leylah Saleh
- 1974 : Sultan à vendre de Paul Paviot : La courtisane
- 1975 : Guerre et Amour (Love and Death) de Woody Allen : Countess Alexandrovna
- 1977 : Good-bye, Emmanuelle de François Leterrier : Florence
- 1981 : Les Enquêtes du commissaire Maigret (série télévisée), épisode : Une confidence de Maigret d'Yves Allégret : Sophie Joussel
- 1983 : Rebelote de Jacques Richard : Suzanne Chauveau, la mère